# Aletta Lorentz-Kaiser
Aletta Catharina Lorentz-Kaiser (Amsterdam, 15 april 1858 - aldaar, 1 oktober 1931) was een Nederlands feminist. 
Ze werd in 1858 geboren in Amsterdam als jongste dochter van Johan Willem Kaiser, hoogleraar aan de Rijksakademie van Beeldende Kunsten en directeur van het Rijksmuseum, en Johanna Buisman. In 1881 trouwde Aletta Kaiser met de natuurkundige Hendrik Lorentz en ging het echtpaar in Leiden wonen. Ze kregen vier kinderen, van wie de jongste zoon in het eerste levensjaar overleed. Hun oudste dochter was de natuurkundige Geertruida de Haas-Lorentz.

## Maatschappelijke betrokkenheid

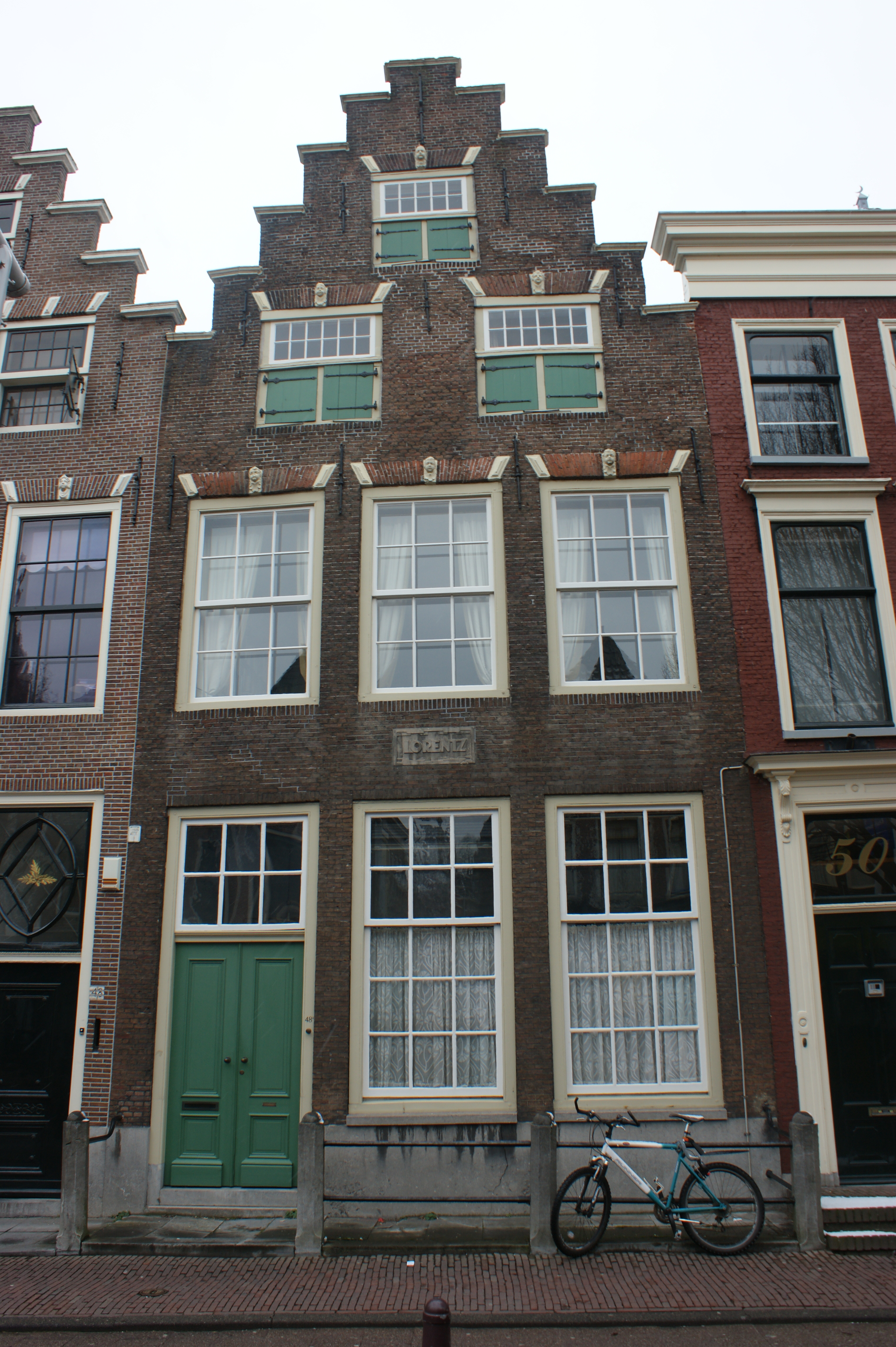
Hooigracht 48a, huis waar Aletta en Hendrik Lorentz woonden, met gevelsteen

### Kinderen
In 1885 werd Lorentz benaderd door de textielfabrikant C.H. Krantz en zijn vrouw die haar vroegen om te helpen bij het opzetten van een zogenaamde kinderbewaarplaats. Deze soort vroege crèche was bedoeld voor de kinderen van werkende of zieke moeders. Lorentz werd secretaris van de 'Vereeniging tot Verzorging van kleine kinderen' die om de bewaarplaats op te richten in het leven was geroepen. In 1893 verlaat ze het bestuur weer. In 1904 werd ze lid van het bestuur tot oprichting van een volksspeeltuin waar kinderen uit armere gezinnen ongeacht geloof welkom waren.

### Vrouwenkiesrecht
In 1900 werd in Leiden een afdeling van de Vereeniging voor Vrouwenkiesrecht opgericht en werd Lorentz gevraagd in het bestuur te gaan. Naast haar bestuurstaken zette zij zich in voor de Vereeniging door langs te gaan bij professoren aan de universiteit om te proberen hen bij de vrouwenbeweging te betrekken. Ook haar echtgenoot was lid van de Vereeniging. Aletta Lorentz werd ook lid van de Vereniging Onderlinge Vrouwenbescherming die hulp bood aan alleenstaande moeders en zat in 1902 in het bestuur van deze vereniging.
In 1907 splitste een groep leden zich van de Vereeniging voor Vrouwenkiesrecht af en vormden zij de meer gematigde Nederlandsche Bond voor Vrouwenkiesrecht, die ook mannen in het bestuur toeliet en zich tegen de acties van suffragettes uitsprak. Ook Aletta Lorentz hoorde bij deze afsplitsing en werd vicevoorzitter (en later voorzitter) van het hoofdbestuur van de Leidse afdeling van de Bond en beheerder van de portefeuille voor de propaganda. Daarnaast ging ze wederom langs bij professoren en was ze betrokken bij de oprichting van enkele andere lokale afdelingen.
In 1911 legde ze haar bestuurstaken neer, omdat ze in 1912 naar Haarlem verhuisde toen Hendrik Lorentz daar een baan kreeg. Volgens het tijdschrift Evolutie van 3 december 1913 zat Aletta Lorentz dat jaar in het bestuur van de Vereeniging tot Verbetering van den Maatschappelijken en den Rechtstoestand der vrouw in Nederland.
Hendrik Lorentz overleed in 1928 en Aletta in 1931.

## Trivia
- Nicht van de sterrenkundige Frederik Kaiser.
- Bevriend met Lizzy van Dorp, de eerste vrouw die in Nederland in de rechten afstudeerde.